# Phanogomphus oklahomensis
Phanogomphus oklahomensis – gatunek ważki z rodziny gadziogłówkowatych (Gomphidae). Występuje w środkowo-południowych USA; stwierdzony w stanach Teksas, Oklahoma, Luizjana i Arkansas.